# Batalha de Larga

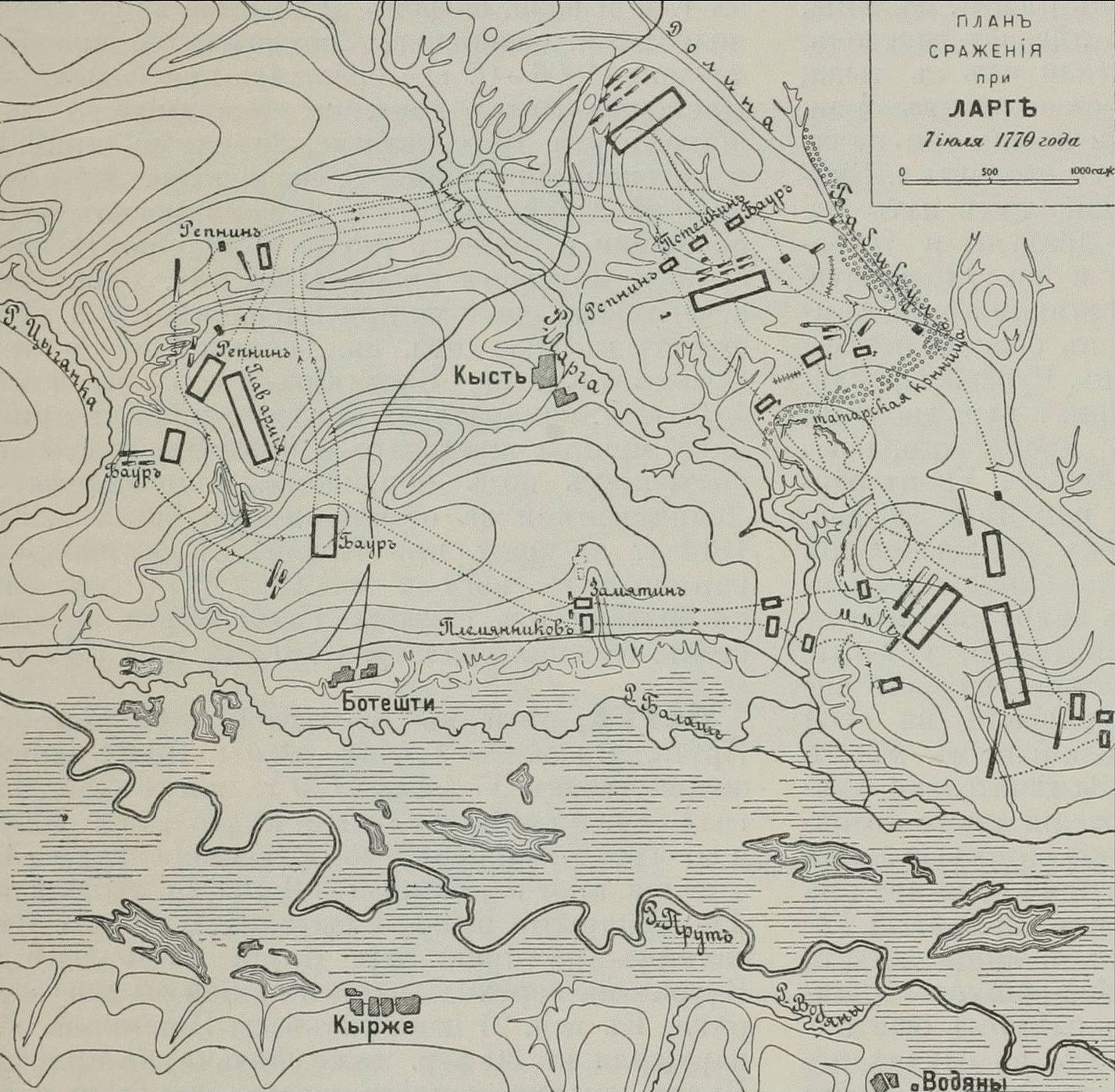
Plano da Batalha de Larga

A Batalha de Larga foi travada entre 65 000 cavaleiros tártaros da Criméia e 15 000 infantaria otomana sob o comando de Qaplan II Giray contra 38 000 russos sob o comando do marechal de campo Pyotr Rumyantsev nas margens do rio Larga, um afluente do rio Prut, na Moldávia, por oito horas em 7 de julho de 1770. Foi travada no mesmo dia da Batalha de Chesma, um confronto naval importante da Guerra Russo-Turca de 1768–1774.
A batalha foi uma vitória decisiva para os russos que capturaram 33 canhões turcos e o vasto campo inimigo. Por esta vitória, Rumyantsev foi condecorado com a Ordem de São Jorge de 1º grau. Duas semanas depois, os russos obtiveram uma vitória ainda maior na Batalha de Kagul.